# Sender Brookmans Park
Koordinaten: 51° 43′ 44″ N, 0° 10′ 39″ W
Der Sender Brookmans Park ist eine Sendeanlage für Mittelwellenrundfunk nördlich von London in Hertfordshire. Der von Peter Pendleton Eckersley entworfene Sender wurde ab 1927 von der BBC als erster einer Reihe von regionaler Mittelwellensendern errichtet, um die städtischen Kleinsender abzulösen, und 1929 in Betrieb genommen. Der Sender sollte London und South East England versorgen.

## Anlage
Brookmans Park verfügt über eine T-Antenne, welche an zwei im Jahr 1929 errichteten 60,96 Meter hohen freistehenden gegen Erde isolierten Stahlfachwerktürmen aufgehängt ist. 1939 wurde ein gegen Erde isolierter selbststrahlender Antennenmast mit einer Höhe von 152,4 Metern errichtet. Als Reserveantenne steht eine T-Antenne, die an zwei 18,29 Meter hohen gegen Erde isolierten abgespannten Sendemasten aufgehängt ist, zur Verfügung.
Daneben werden von dem Standort heute auch DAB Signal abgestrahlt.